# Дакоро (город, Буркина-Фасо)
Дакоро (фр. Dakoro) — село и коммуна в Буркина-Фасо, в регионе Каскады, в провинции Лераба, в департаменте Дакоро. Население — 7121 чел. (1996).
Город является центром одноимённого департамента.

## География и климат
Дакоро находится на юго-западе Буркина-Фасо, возле границы с Республикой Кот-д’Ивуар.
Климат очень жаркий и засушливый.
| Показатель                                                                                      | Янв. | Фев. | Март | Апр. | Май | Июнь | Июль | Авг. | Сен. | Окт. | Нояб. | Дек. | Год |
| ----------------------------------------------------------------------------------------------- | ---- | ---- | ---- | ---- | --- | ---- | ---- | ---- | ---- | ---- | ----- | ---- | --- |
| Средний суточный максимум, °C                                                                   | 32   | 33   | 35   | 35   | 33  | 28   | 28   | 28   | 29   | 32   | 33    | 30   | 31  |
| Средний суточный минимум, °C                                                                    | 15   | 18   | 21   | 23   | 22  | 19   | 20   | 19   | 19   | 20   | 17    | 14   | 29  |
| Норма осадков, мм                                                                               | 0    | 12   | 6    | 51   | 78  | 150  | 180  | 213  | 156  | 54   | 6     | 0    | 906 |
| Источник: http://www.worldweatheronline.com/v2/weather-averages.aspx?q=Dakoro,%20Burkina%20Faso |      |      |      |      |     |      |      |      |      |      |       |      |     |